# Tetrarooseveltite
La tetrarooseveltite è un minerale.